# Parkia multijuga
Parkia multijuga är en ärtväxtart som beskrevs av George Bentham. Parkia multijuga ingår i släktet Parkia och familjen ärtväxter. Inga underarter finns listade i Catalogue of Life.